# Juryj Swirkou
Juryj Hienadźjewicz Swirkou, biał. Юрый Генадзьевіч Свіркоў, ros. Юрий Геннадьевич Свирков, Jurij Giennadjewicz Swirkow (ur. 20 stycznia 1968 w Bobrujsku, Białoruska SRR) – białoruski piłkarz, grający na pozycji bramkarza, trener piłkarski.

## Kariera piłkarska

### Kariera klubowa
W 1986 rozpoczął karierę piłkarską w drużynie Dniapro Mohylew, skąd w 1990 przeszedł do Chimika Grodno, który potem zmienił nazwę na Nioman. Wiosną 1994 występował w rodzimym Fandok Bobrujsk, a latem przeniósł się do MPKC Mozyrz. Od 1998 do 1999 bronił barw klubu Tarpeda-MAZ Mińsk. W 2000 zakończył karierę piłkarską w Chimiku Swietłahorsk.

### Kariera reprezentacyjna
W reprezentacji Białorusi wystąpił tylko raz 31 lipca 1996 roku w zremisowanym 2:2 meczu z Litwą, chociaż wiele razy był powołany do reprezentacji.

### Kariera trenerska
Po zakończeniu kariery piłkarza pomagał trenować bramkarzy w białoruskich klubach Biełszyna Bobrujsk i Lakamatyu Mińsk. Na początku 2004 został zaproszony do sztabu Anatola Jurewicza aby szkolić bramkarzy w ukraińskim zespole Metałurh Zaporoże. W 2006 po odbyciu stażu, dołączył do sztabu trenerskiego rosyjskiego klubu Spartak Nalczyk. W 2009 został zatrudniony jako główny trener klubu Maszuk-KMW Piatigorsk. Potem samodzielnie prowadził FK Zielenograd, drużynę rezerw Tereka Grozny oraz estoński Trans Narva. W latach 2012–2017 pracował jako dyrektor techniczny Federacji Piłkarskiej Kazachstanu. Od 10 sierpnia 2017 trenował Anży-Junior Zielonodolsk. 30 grudnia 2017 stał na czele Weresu Równe, z którym pracował do 25 kwietnia 2018.

## Sukcesy

### Sukcesy piłkarskie
MPKC Mozyrz
- mistrz Białorusi: 1996
- wicemistrz Białorusi: 1995, 1997
- zdobywca Pucharu Białorusi: 1995/1996

Nioman Grodno
- zdobywca Pucharu Białorusi: 1992/93

Fandok Bobrujsk
- zdobywca Pucharu Białorusi: 1993/94

### Sukcesy trenerskie
Trans Narva
- finalista Pucharu Estonii: 2011